# Крейг-Біч (Огайо)
Крейг-Біч (англ. Craig Beach) — селище (англ. village) в США, в окрузі Магонінґ штату Огайо. Населення — 1076 осіб (2020).

## Географія
Крейг-Біч розташований за координатами 41°6′56″ пн. ш. 80°58′56″ зх. д. / 41.11556° пн. ш. 80.98222° зх. д. (41.115670, -80.982130).  За даними Бюро перепису населення США в 2010 році селище мало площу 4,06 км², з яких 2,03 км² — суходіл та 2,03 км² — водойми.

## Демографія
Згідно з переписом 2010 року, у селищі мешкало 1180 осіб у 483 домогосподарствах у складі 327 родин. Густота населення становила 290 осіб/км².  Було 597 помешкань (147/км²).
Расовий склад населення:
| - 95,6 % — білих - 0,5 % — корінних американців - 0,4 % — азіатів - 0,2 % — чорних або афроамериканців |

До двох чи більше рас належало 2,8 %. Частка іспаномовних становила 2,1 % від усіх жителів.
За віковим діапазоном населення розподілялося таким чином: 22,5 % — особи молодші 18 років, 63,4 % — особи у віці 18—64 років, 14,1 % — особи у віці 65 років та старші. Медіана віку мешканця становила 40,4 року. На 100 осіб жіночої статі у селищі припадало 94,1 чоловіків;  на 100 жінок у віці від 18 років та старших — 93,6 чоловіків також старших 18 років.
Середній дохід на одне домашнє господарство  становив 52 066 доларів США (медіана — 43 958), а середній дохід на одну сім'ю — 58 284 долари (медіана — 56 667). Медіана доходів становила 45 263 долари для чоловіків та 28 438 доларів для жінок. За межею бідності перебувало 11,7 % осіб, у тому числі 16,2 % дітей у віці до 18 років та 5,5 % осіб у віці 65 років та старших.
Цивільне працевлаштоване населення становило 491 осіб. Основні галузі зайнятості: виробництво — 24,4 %, роздрібна торгівля — 16,9 %, освіта, охорона здоров'я та соціальна допомога — 16,1 %.